# Jatimulya (Terisi)
Jatimulya is een bestuurslaag in het regentschap Indramayu van de provincie West-Java, Indonesië. Jatimulya telt 7527 inwoners (volkstelling 2010).